# Ioasaf I (patriarca di Mosca)
Ioasaf I (in russo Иоасаф I?; ... – Mosca, 28 novembre 1640) fu il quarto patriarca di Mosca e di tutte le Russie dal 1634 fino alla sua morte.

## Biografia
Di probabili origini nobili, il futuro patriarca intraprese la vita religiosa nel monastero di Solovki, molto probabilmente nel 1603. Dopo aver seguito l'egumeno Isidoro a Novgorod, nel 1621 divenne archimandrita del monastero Pskovo-Pečerskij Uspenskij. Nel gennaio 1627 fu nominato arcivescovo di Pskov e Velikie Luki e nel corso degli anni di episcopato difese i privilegi commerciali di Pskov e si oppose alle pretese dei mercanti tedeschi.
Dopo la morte del patriarca Filarete, avvenuta nell'ottobre 1633, Ioasaf fu eletto suo successore il 6 febbraio 1634. Egli si mostrò chiaramente meno incline ed avvezzo alla politica rispetto al predecessore (appartenente alla casata dei Romanov). Uno dei suoi primi atti fu la punizione dell'arcivescovo di Suzdal' Iosif Kurcevič per dei comportamenti ritenuti "indecenti". Il nuovo patriarca diede grande impulso all'attività di stampa. Sotto la sua supervisione furono pubblicati 23 libri ecclesiastici.
Nel 1636 Ioasaf I scrisse un testo intitolato "Pamjat"' ("память" - Memoria), in cui sostenne la necessità che nel clero russo cessassero le discordie e le divisioni. Inoltre, fu autore di un documento dal titolo "Lestvicu Vlastjam" ("Лествицу властям" - Gerarchia del potere) in cui diede istruzioni sulla divina liturgia e sullo svolgimento dei Sobor. Pubblicò anche il cosiddetto "Trebnik" ("Требник" - Libro delle preghiere) con un supplemento alle risoluzioni ed alle decisioni del suo predecessore Filarete.
È sepolto presso la Cattedrale della Dormizione di Mosca.